# Friedrich Dagobert Deetz
Friedrich Dagobert Deetz (ur. 1 lipca 1812 w Koszalinie (niem. Köslin), zm. 29 stycznia 1871 we Frankfurcie nad Odrą) – niemiecki polityk, samorządowiec, nadburmistrz Frankfurtu nad Odrą (1864-1871), członek pruskiego Domu Panów (Preußisches Herrenhaus) w Berlinie.

## Życiorys
Radny powiatu ze stolicą w Lubaniu (Lauban). Obowiązki nadburmistrza Frankfurtu nad Odrą oficjalnie objął 18 maja 1864. Administrował miastem przez 7 lat, nie zdołał dokończyć swojej kadencji ze względu na nagłą śmierć.
Na czas jego urzędowania przypadają 3 wojny z udziałem Królestwa Prus: przeciwko Danii (1864), Cesarstwu Austriackiemu (1866) i Francji (1870/1871). We wszystkich tych konfliktach udział brały oba pułki pruskie, stacjonujące wówczas w mieście:
- 8 Przyboczny Pułk Grenadierów im. Króla Fryderyka Wilhelma III (1 Brandenburski) (Königlich-Preußisches Leib-Grenadier-Regiment König Friedrich Wilhelm III. (1. Brandenburgisches) Nr. 8);
- 12 Pułk Grenadierów im. Księcia Karola Pruskiego (2 Brandenburski) (Grenadier-Regiment Prinz Karl von Preußen (2. Brandenburgisches) Nr. 12).

Zmarł po długiej chorobie 29 stycznia 1871 we Frankfurcie nad Odrą. Został pochowany na Starym Cmentarzu (Alter Friedhof).